# Pururawa i Urwasi (wiersz Bolesława Leśmiana)
Pururawa i Urwasi – wiersz Bolesława Leśmiana z tomu Łąka wydanego w 1920. Utwór jest napisany klasycznym polskim sylabicznym trzynastozgłoskowcem przy użyciu rymowanego dystychu. Nawiązuje do kultury indyjskiej.
Pururawa w godzinie, gdy słońce mgły krasi,
Ujrzał nimfę wód przaśnych — Indiankę Urwasi.
Wynurzyła dłoń z wody, a za dłonią — głowę,
A niedługo — popierśną kibici połowę.